# New South Wales Open 1989
Das New South Wales Open 1989 waren ein Tennisturnier der WTA Tour 1989 für Damen sowie ein Tennisturnier der ATP Tour 1989 für Herren, welche zeitgleich vom 7. bis zum 15. Januar 1989 in Sydney stattfanden.